# Brzeziny-Kolonia
Brzeziny-Kolonia ist ein Dorf der Gmina Poczesna im Powiat Częstochowski in der Woiwodschaft Schlesien, Polen. Der Ort hat 499 Einwohner und eine Fläche von 3,13 km².
Der Ort liegt 8 km südlich von Częstochowa und etwa 50 km nördlich von Katowice.